# Lista de prêmios e indicações recebidos por INXS
Os INXS ganharam e foram nomeados em vários prémios e diversas vezes. Neste incluem-se os ARIA Awards, Grammys, e MTV Video Music Awards.

## ARIA Awards
INXS ganharam sete ARIA Awards. A banda foi incluída na ARIA Hall of Fame em 2001, juntamente com The Saints. Este reconhecimento foi devido ao trabalho e impacto cultural na sociedade Australiana. INXS ganharam outros seis ARIA Awards incluindo três na categoria "Best Group" em 1987, 1989 e 1992.
| Ano  | Nomeado                                     | Categoria               | Resultado |
| ---- | ------------------------------------------- | ----------------------- | --------- |
| 1987 | INXS                                        | Best Group              | Vencedor  |
| 1989 | INXS                                        | Outstanding Achievement | Vencedor  |
| 1989 | "Never Tear Us Apart"                       | Best Video              | Vencedor  |
| 1989 | INXS                                        | Best Group              | Vencedor  |
| 1992 | Live Baby Live                              | Best Group              | Vencedor  |
| 1993 | "Baby Don't Cry", "Heaven Sent", "Taste It" | Engineer of the Year    | Nomeado   |
| 1993 | Welcome to Wherever You Are                 | Best Group              | Nomeado   |
| 1994 | "The Gift"                                  | Best Video              | Vencedor  |
| 1994 | Full Moon, Dirty Hearts                     | Best Group              | Nomeado   |
| 2001 | INXS                                        | Hall of Fame            | Vencedor  |
| 2004 | I'm Only Looking                            | Best Music DVD          | Nomeado   |

## CountdownAwards
Countdown foi um programa de música pop australiana transmitido pelo canal ABC Television, desde 1974–1987, apresentando os prémios musicais desde 1979–1987, em conjunto com a revista TV Week mas depois de forma independente. Os Countdown Music and Video Awards foram sucedidos pelos ARIA Awards. INXS ganharam sete prémios em 1984, que foi transmitido a 25 de Maio de 1985. A 20 de Abril de 1986 ganharam três Countdown relativos ao ano de 1985.
| Ano  | Nomeado                           | Categoria                         | Resultado |
| ---- | --------------------------------- | --------------------------------- | --------- |
| 1980 | INXS                              | Johnny O'Keefe New Talent         | Nomeado   |
| 1984 | "Burn for You"                    | Best Group Performance in a Video | Vencedor  |
| 1984 | The Swing                         | Best Album                        | Vencedor  |
| 1984 | INXS                              | Most Popular Australian Group     | Vencedor  |
| 1984 | Andrew Farriss, Michael Hutchence | Best Songwriter                   | Vencedor  |
| 1984 | "Burn for You"                    | Best Promotional Video            | Vencedor  |
| 1984 | INXS                              | Most Outstanding Achievement      | Vencedor  |
| 1984 | Michael Hutchence                 | Most Popular Male                 | Vencedor  |
| 1985 | "What You Need"                   | Best Video                        | Vencedor  |
| 1985 | INXS                              | Most Popular Australian Group     | Vencedor  |
| 1985 | INXS                              | Most Outstanding Achievement      | Vencedor  |

## Grammy Awards
INXS receberam três nomeações para os Grammys.
| Ano  | Nomeado          | Categoria                   | Resultado |
| ---- | ---------------- | --------------------------- | --------- |
| 1988 | Kick             | Rock Vocal Group            | Nomeado   |
| 1990 | "Suicide Blonde" | Rock Vocal Group            | Nomeado   |
| 1994 | "Beautiful Girl" | Best Short Form Music Video | Nomeado   |

## MTV Video Music Awards
INXS recebeu cinco prémios MTV Video Music Awards para a sua música de 1988 "Need You Tonight".
| Ano  | Nomeado            | Categoria               | Resultado |
| ---- | ------------------ | ----------------------- | --------- |
| 1986 | "What You Need"    | Best Group Video        | Nomeado   |
| 1988 | "Need You Tonight" | Viewer's Choice         | Vencedor  |
| 1988 | "Need You Tonight" | Video of the Year       | Vencedor  |
| 1988 | "Need You Tonight" | Best Special Effects    | Nomeado   |
| 1988 | "Need You Tonight" | Best Group Video        | Vencedor  |
| 1988 | "Need You Tonight" | Best Concept Video      | Nomeado   |
| 1988 | "Need You Tonight" | Best Art Direction      | Nomeado   |
| 1988 | "Need You Tonight" | Best Editing            | Vencedor  |
| 1988 | "Need You Tonight" | Best Breakthrough Video | Vencedor  |
| 1988 | "Devil Inside"     | Best Editing            | Nomeado   |
| 1989 | "New Sensation"    | Best Art Direction      | Nomeado   |

## Brit Awards
| Ano  | Nomeado           | Categoria                | Resultado |
| ---- | ----------------- | ------------------------ | --------- |
| 1989 | INXS              | Best International Group | Nomeado   |
| 1991 | INXS              | Best International Group | Vencedor  |
| 1991 | Michael Hutchence | Best International Male  | Vencedor  |
| 1992 | INXS              | Best International Group | Nomeado   |